# Amnesia: A Machine for Pigs
Amnesia: A Machine for Pigs är ett survival horror-datorspel utvecklat av The Chinese Room och produceras och gavs ut av Frictional Games. Spelet är en indirekt uppföljare till Amnesia: The Dark Descent, utvecklad och producerad av Frictional Games. Spelet utspelar sig i samma universum som det tidigare spelet, men med helt nya karaktärer och utspelsplats. Spelet gavs ut den 10 september 2013.

## Handling
Den rike industrialisten och slaktaren Oswald Mandus vaknar ensam i sin säng i London på nyårsafton 1899 efter att ha legat i feber i flera månader; han minns varken denna tid eller tiden strax innan. Genom spelets gång hör han sina söners, Edwin och Enoch, röster som ropar på honom och leder honom framåt.
Mandus får ett telefonsamtal från någon som kallar sig för "The Engineer", som säger att Mandus barn är fängslade i "Maskinen" som Mandus har skapat, långt nedanför hans hus, och maskinen är saboterad och översvämmad, vilket försätter hans söner i fara. Mandus får i uppgift att tömma flodvattnet och starta upp Maskinen igen, med vägledning av Enoch och Edwins röster och av The Engineer, som ringer till Mandus genom telefoner som dyker upp här och där i faciliteten (och senare i ett högtalarsystem). Mandus möter motstånd i form av så kallade "Manpigs", svinliknande monster som patrullerar runt faciliteten.
Så småningom lyckas Mandus dränera flodvattnet och starta upp Maskinen, men The Engineer förråder honom och släpper ut Manpigs på gatorna i London för att kidnappa folk för att föda sig själv och Maskinen. Mandus har vid det här laget fått tillbaka sina minnen av de senaste månaderna; under en resa till Mexico hittade Mandus ett klot (liknande det i The Dark Descent), men det klövs när han tog i det och hans själ klövs också, vilket gjorde honom instabil. Han såg en syn av framtiden och de fasor nittonhundratalet skulle bringa; dessutom skulle hans söner, Edwin och Enoch, dö under slaget vid Somme. Mandus, driven av sin instabilitet, konstruerade Maskinen för att skapa en gudom via ritualistiska människooffer i industriskala, för att försöka rädda världen. Dessutom dödade Mandus själv Edwin och Enoch för att skona dem från deras kommande öde. Ena halvan av Mandus själ blev sedan The Engineer, som bebodde Maskinen och gav den medvetande.
När Mandus ser de fasor han släppt loss på Londons gator beslutar han sig för att förstöra Maskinen en gång för alla. Han lyckas sabotera Maskinen ännu en gång, trots att The Engineer vädjar om att han inte ska göra det. Mandus kommer slutligen ner till den innersta kammaren, där det kluvna klotet förvaras tillsammans med The Engineer. Mandus gör slut på Maskinen genom att offra sitt eget liv på en mekanisk stol, vilket gör slut både på den, The Engineer och fasorna ovanför medan nyårsklockorna ringer in 1900-talet.

## Gameplay
Precis som i dess föregångare är Amnesia: A Machine for Pigs ett survival horror-spel i förstapersonsperspektiv. Det enda redskapet spelaren ges är en lykta; spelaren är helt försvarslös inför de monster som förekommer. Även detta spel fokuserar på att lösa gåtor i omgivningen, men till skillnad från The Dark Descent förekommer inget inventory, så alla föremål som krävs måste bäras fysiskt. Sanity-mekanismen (den mentala hälsan) har tagits bort, så mörkret och monstren påverkar inte spelaren negativt, och Mandus får tillbaka hälsa efter ett tag om han blir skadad.